# FM 7
Az FM 7 egy Heves megyében működő kereskedelmi rádió volt.

## Története
A rádió 2014. március 28-án indult Egerben és környékén az FM 100,7 MHz-es frekvencián.
2016. június 6-án átvette a Dió Rádió frekvenciáit, és ezzel létrejött Heves megye legnagyobb rádiója. Ennek köszönhetően Eger és környéke mellett Hatvan, valamint Gyöngyös környékén is hallható volt az FM 7, valamint az M3-as autópálya jelentős szakaszán.
Az FM 7 2018. október 1-jén a gyöngyösi és a hatvani frekvenciáját elveszítette, helyén a Rádió 1 adása hallható, 2021. május 5-től a 89,5-re való frekvenciaváltással együtt a hatvani frekvencia lefedése miatt már csak a gyöngyösi frekvencia maradt meg 2025-ig. 2019. június 19-én az FM 7 egri adása is megszűnt, és helyét a Best FM vette át.

## Arculata
A rádió szignáljai és a műsoros háttérzenéi megegyezett a miskolci Rádió M-ével.

## Frekvenciák
- Eger – 100,7 MHz (2014–2019)
- Gyöngyös – 101,7 MHz (2016–2018)
- Hatvan – 87,9 MHz (2016–2018)

## Munkatársak
- Szávoly Richárd - főszerkesztő
- R. Tóth Kata - sales vezető
- Rohlicsek Judit - marketing vezető

### Műsorvezetők
- Rohlicsek Judit
- Török Mónika
- Géczi Adrienn
- Varga Virág
- Dittmann András
- Debrei Attila
- Szabó Sándor
- Bálint Attila
- Csőszi Viktor
- Szávoly Richárd
- Debnár Ádám
- Gál István

### Hírszerkesztők
- Lónyai Linda
- Juhász Andrea